# Харисон (Ајдахо)
Харисон (енгл. Harrison) град је у америчкој савезној држави Ајдахо.

## Демографија
По попису из 2010. године број становника је 203, што је 64 (-24,0%) становника мање него 2000. године.
| Група             | 2000.       | 2010.       |
| Белци             | 256 (95,9%) | 196 (96,6%) |
| Афроамериканци    | 0 (0,0%)    | 0 (0,0%)    |
| Азијати           | 2 (0,7%)    | 0 (0,0%)    |
| Хиспаноамериканци | 3 (1,1%)    | 4 (2,0%)    |
| Укупно            | 267         | 203         |